# Montserrat Soto
Montserrat Soto (Barcelona, 1961) es una artista española que trabaja principalmente la fotografía y las instalaciones, sobre todo en formato de series. Trabaja el espacio, el lugar y el paisaje, analizando el vacío como un elemento destacado. Algunas de sus series más exitosas documentan almacenes de museos y/o casas de coleccionistas.

## Biografía
Se formó en la Escuela Massana y la School of Fine Arts de Grenoble. Posteriormente convalidó sus estudios en París. Realizó su primera exposición individual en 1990. En Grenoble coincidió con el comisario Frederic Montornés, mientras ella estudiaba Bellas artes y él en la École du Magasin. A invitación de Montornés, presentó una intervención en el Espacio 13 a oscuras, con elementos lumínicos que señalaban un recorrido en el interior del espacio. Estos efectos hacían que los volúmenes se volvieran complejos y distorsionaban la percepción. El 1996 montó la instalación inversa en la Sala Montcada, donde convirtió la sala de exposiciones en una superficie infranqueable de arquitecturas fotográficas.
Entre 1998 y 2006 realizó el vídeo instalación Secretos. Memoria oral en el que ahonda sobre el lugar en el que estaba enterrado su abuelo, fusilado durante la Guerra Civil, y cuyo cadáver fue recuperado con ayuda de la Asociación de la Memoria Histórica.
En el 2005 realizó una exposición en el Museo Reina Sofía, Tracking Madrid, en la que utilizó tecnología Flexible Media Tools donde las imágenes fueron capaces de mostrar la construcción y la destrucción, del mismo modo que la naturaleza muere y vence. La relación del hombre con la naturaleza y su evolución social.
Desde 2012 vive y trabaja en la localidad burgalesa de Gumiel de Izán.
En 2019 presentó en Barcelona Infierno ciego. Inspirada en los paisajes que describe Virgilio, atravesando el infierno, en la Divina Comedia de Dante, hay en ella muchas imágenes de Burgos y en especial de la zona en la que reside.

## Premios y reconocimientos
- En 2019 le fue concedido el Premio a la Trayectoria de la Fundación Enaire,[13]
- así como el I Premio Plena Moon, que se otorga, según las bases, «a una persona que ilumine la noche con su luz, por ser poseedora e inspiradora del arte y de la belleza, musa, protectora, divulgadora o artista».[14]

- En 2019 recibió también el Premio Nacional de Fotografía, por su «preocupación por la ecología y la memoria».[15]

## Exposiciones destacadas
- 1992 - Pasas. Espacio 13. Fundación Joan Miró, Barcelona.
- 1996 - Sin número. Sala Montcada. La Caixa. Barcelona.
- 2000- Fragmento. Paisaje 5. Museo de Arte Contemporáneo Helga de Alvear.
- 2004 - Del umbral al límite. Koldo Mitxelena.
- 2005 - Tracking Madrid. Museo Nacional Centro de Arte Reina Sofía. MNCARS.[2]
- 2006 - Archivos de Archivos. Centre de Arte Panera.
- 2006 - Museo Patio Herreriano. Valladolid.
- 2007 - Lugar de silencios. Con Dionisio Cañas. Arts Santa Mònica CASM. Barcelona.[16]
- 2008 - Pabellón a Caballo. Periférico de Caracas Arte Contemporáneo. Caracas.
- 2010 - Museo de Zaragoza.
- 2011-  The people on the edge. La Fabrica Galería. Madrid.
- 2018 . Imprimatur. Sala Canal Alcalá 31 (Madrid). A través de 51 fotografías, una escultura y dos videoinstalaciones reconstruye la construcción de la herencia cultural e histórica y la censura, una muestra que forma parte de la sección oficial de PHotoEspaña.[17]
- 2019. Infierno ciego, presentada en Barcelona en la galería Rocío Santa Cruz.[18]
- 2021. Doom City. Del ser nómada al ser sin lugar. Madrid Real Jardín Botánico. XXIV edición de PhotoEspaña.[19]
- 2021. Carretera al Imperio. Centro de Arte Caja de Burgos.[20]
- 2025. Doom City. Del Ser nómada al Ser sin lugar. Santander, comisariada por Alicia Murría. Fundación Enaire.[21]